# BoBoiBoy
BoBoiBoy — малазійський мультсеріал виробництва Animonsta Studios. У цій історії молодий хлопчик отримує надздібності, засновані на елементалях, і має здатність розділятися на три різні іпостасі. Разом зі своїми друзями, Яєю, Інгом, Гопалом і Іклом, вони формують команду і борються за захист Землі від інопланетних загроз, які мають на меті завоювати Землю.

## Епізоди
Список епізодів BoBoiBoy

## Прем'єра
Вихід нового сезону серіалу під назвою «BoBoiBoy: Sfera Kuasa» очікується 2015 року.